# Robert Gufflet
Robert Gufflet est un skipper français né le 5 juin 1883 à Bordeaux (Gironde) et mort le 2 janvier 1933 à Casablanca (Maroc). Son frère Maurice Gufflet est aussi un skipper.

## Carrière
Robert Gufflet participe aux Jeux olympiques d'été de 1900 qui se déroulent à Paris.
À bord de Gitana, il dispute les deux courses de classe 3 – 10 tonneaux. Il remporte la médaille d'argent à l'issue de la seconde course et termine troisième de la première course, qui n'est pas reconnue par le Comité international olympique (CIO).
Vingt-huit ans plus tard, à bord du Cupidon Viking, il se classe huitième de la course de classe 6 mètres aux Jeux olympiques d'été de 1928 à Amsterdam.